# Закарпатский референдум (1991)
1 декабря 1991 года в один день с всеукраинским референдумом и первыми выборами президента Украины состоялся Закарпатский общеобластной референдум. На референдум был вынесен вопрос «О предоставлении Закарпатской области статуса автономного края в составе Украины».
Ещё до вхождения в состав СССР 30 января 1946 года Подкарпатская Русь (историческое название края) являлась республикой, с автономным статусом, в составе Чехословакии, в соответствии с конституционным законом 326\1938, от 22 ноября 1938.

## Обоснование проведения областного референдума одновременно с республиканским
Законодательство СССР о процедуре выхода из союза
В связи с правовым социологическим спором, продолжающимся вокруг результатов референдума 1 декабря 1991 года, следует отметить то обстоятельство, что проводился он в то время, когда фактически и юридически существовало государство СССР, и сохранялось его правовое поле. Следовательно, строго юридически, легитимными могут считаться решения и действия в рамках существующего на то время правового поля.
Из этого факта вытекает, что выход любой союзной республики из состава СССР должен был осуществляться только в соответствии с Законом СССР от 3 апреля 1990 года — «О порядке решения вопросов, связанных с выходом союзной республики из СССР» . В статье № 3 указанного Закона определено: «В союзной республике, на территории которой имеются места компактного проживания национальных групп, составляющих большинство населения данной местности, при определении итогов референдума результаты голосования по этим местностям учитываются отдельно»..
Частью 7 статьи 17 Закона предусмотрено также, что в случае выхода республики из состава СССР должен быть согласован статус территорий, не принадлежащих выходящей республике на момент её вхождения в состав СССР.
Хорошо известно, что 30 декабря 1922 начался и в мае 1925 г.завершился процесс вхождения Украины в состав СССР . когда IX Всеукраинский съезд Советов утвердил новый текст Конституции УССР, а на эту дату республика Подкарпатская Русь входила в состав Первой Чехословацкой республики. Подкарпатская Русь вошла в состав СССР с даты обмена ратификационными грамотами по Договору от 29 июня 1945 г. «О Закарпатской Украине»[4].
Временное, никем не избранное, назначенное декретом нелегитимного на то время президента ЧСР Э.Бенеша (5 октября 1938 добровольно, без какого-либо принуждения, юридически безупречно отказался от поста президента, и впоследствии, конституционным путём на этот пост не избирался) НАЦИОНАЛЬНОЕ СОБРАНИЕ ратифицировало указанный договор 22 ноября 1945 г. и, соответственно, ПРЕЗИДИУМ ВЕРХОВНОГО СОВЕТА СССР ратифицировал его своим Указом от 27 ноября 1945 года.
Следовательно, в соответствии с ч.7 ст. 17 Закона СССР « О порядке решения…» от 3 апреля 1990 г. Украина была обязана на территории Подкарпатской Руси включить в бюллетень референдума 1 декабря 1991 г. второй вопрос о выборе населением государственной принадлежности «территории русинов на юг от Карпат»[5].
(Все это в равной мере относится и к Западной Украине (см. Закон СССР « О включении Западной Украины в состав СССР…» от 1 ноября 1939 г. (сегодняшние Волынская, Дрогобычская, Львовская, Ровенская, Ивано-Франковская и Тернопольская обл. и, соответственно Буковина Указ Президиума Верховного Совета СССР от 2 августа 1940 г.)

## Организация Закарпатского областного референдума 1991
М. Ю. Волошук, председатель Закарпатского областного совета, инициировал проведение областного референдума о придании области статуса автономной республики в составе Украины [6].
Первого октября 1991 года *(вторая колонка четвёртого абзаца) Областной Совет принимает Декларацию «О провозглашении Закарпатья автономным краем»[7]. Предпосылкой являлся факт присоединения Закарпатья к СССР (в 1946 году), вне юридической процедуры вхождения в состав СССР (в 1922 году) Республики Украина.

«Декларация о провозглашении Закарпатья автономным краем»
 Опираясь на традиции, самобытность, неотъемлемое право на извечное стремление многонационального населения Закарпатья к самоопределению: 
 Исходя из права на самоопределение, предусмотренного Уставом ООН и другими международными правовыми документами, и руководствуясь общечеловеческими ценностями и нормами равноправия наций, закрепленные в Декларации прав человека, Хельсинкских соглашении, Парижской хартии для новой Европы;
 Осуществляя декларации о государственном суверенитете Украины и акте провозглашения независимости Украины; 
Признавая Закарпатье неотъемлемой составной частью независимой Украины;
 Исходя из верховенства Конституции и законов Украины;
Стремясь обеспечить право национально-культурной автономии всех национальных групп в сочетании с территориальным и национально-территориальным самоуправлением;
 Гарантируя предоставление в рамках Конституции и законов Украины равных возможностей участия в управлении государственными и общественными делами представителям всех национальностей, независимо от их участия в политических партиях, движениях, вероисповеданиях, рода и характера занятий, места и времени проживания на территории края; 
Заботясь о сохранении и развитии добрососедских отношений со всеми регионами Украины и другими суверенными республиками;
 Отвергая любые посягательства на территориальную целостность или попытки изменения границ за счет или в пользу Закарпатья, противопоставление его другим регионам Украины;
 Стремясь приумножить и более эффективно использовать в интересах людей экономический и уникальный природный потенциал, остановить необратимые изменения в духовном развитии, окружающей среде и в демографической сфере, областной Совет народных депутатов провозглашает Закарпатскую область Закарпатским автономным краем в составе независимого демократического государства - Украины.
 Эта Декларация вступает в силу с момента её одобрения населением Закарпатья на областном референдуме.
 Внесена на сессии по предложению Мукачевского городского, Мукачевского районного, Береговского районного Советов народных депутатов.
— «Новини Закарпаття», Газета областного совета народных депутатов, №. 188, Вторник, 1 октября 1991
«Решение седьмой сессии 21 созыва о статусе Закарпатья в составе независимой Украины»
Для объективного рассмотрения вопроса статуса Закарпатья в составе независимой Украины седьмая сессия 21 созыва Закарпатского Областного Совета приняла решение о создании соответствующей комиссии.
```

```

 РЕШЕНИЕ СЕДЬМОЙ СЕССИИ XXI СОЗЫВА
О статусе Закарпатья в составе независимой Украины
Рассмотрев вопрос о статусе Закарпатья в составе независимой Украины, областной Совет народных депутатов решил
1 Отмечая чрезвычайную важность данного вопроса и необходимость его всестороннего изучения, создать комиссию (состав прилагается).
2. Комиссии опубликовать обоснование статуса Закарпатья в прессе и после анализа результатов его общеобластного обсуждение представить облисполкома свои предложения по данному вопросу до 30 декабря 1991 года.
3. Вынести вопрос о статусе Закарпатья на областной референдум в соответствии с Законом «О всеукраинском и местных референдумах».
Президиум сессии
И. Е. Грицак.
В. В Шепа.
— «Новини Закарпаття», Газета областного совета народных депутатов, №. 193, Вторник, 8 октября 1991
В состав комиссии вошли уважаемые представители различных общественных организаций, структур, конфессий, общин, профсоюзов и национальностей.
В ней были представлены различные политические силы области. Такие как, например, «Рух», «Демократическая партия Украины», «Украинской республиканской партии».
Представители национальных общественных организаций жителей Закарпатья: «Рома», «Общества социально-экономического развития румын Закарпатья им. Кошбука», «Общества немцев „Возрождение“», «Общества венгерской культуры КМКС», «Общества карпатских русинов», «Общества словаков».
Уполномоченные религиозных организаций: «Мукачево-Ужгородской православной епархии», «Церкви ХВЕ», «Римско-католической религиозной общины», «Мукачевской греко-католической епархии», «Реформатской церкви».
Общественные организации культурной и национальной направленности представляли: «Воины афганцы», "Общество «Мемориал», «Закарпатское отделение союза писателей Украины», "Областная организация общества «Просвита», "Общества украинского языка им. Т. Г. Шевченка «Просвита».
СОСТАВ КОМИССИИ ПО ИЗУЧЕНИЮ ВОПРОСА 
«О СТАТУСЕ ЗАКАРПАТЬЯ В СОСТАВЕ НЕЗАВИСИМОЙ УКРАИНЫ»
1 АДАМ Йосип Иванович сопредседатель общества цыган «Рома».
2 АДАМ Аладар Евгеньевич сопредседатель общества цыган «Рома».
3 БЕДЬ Виктор Васильевич народный депутат Украины, председатель Закарпатской краевой организации «Руху».
4 ГАБОР Иван Иванович депутат областного Совета, представитель Тячевского района.
5 ГЕРЕВИЧ Иван Иванович депутат областного Совета, представитель Береговского района.
6 ГОЛИШ Иван Васильевич представитель г. Мукачево.
7 ГОРВАТ Василий Васильевич депутат областного Совета, представитель Мукачевского района.
8 ГРАНЧАК Иван Михайлович профессор, доктор исторических наук.
9 ГРЕЧАНИНОВ Виктор Федорович депутат областного Совета, представитель воинов афганцев.
10 ГУЗОВ Михаил Михайлович депутат областного Совета, представитель Раховского района.
11 ГУЛАЧИ Людвик Людвикович представитель реформатской церкви.
12 ДУМНИЧ Михаил Васильевич представитель областного Совета независимых профсоюзов.
13. ЗАДИРАКА Валентина Дмитриевна представитель Великоберезнянского района.
14. ЗИЛГАЛОВ Василий Алексеевич председатель областной организации общества «Мемориал».
15. ИЛЬЯШ Иван Иванович депутат областного Совета, представитель Виноградовского района.
16. КАЙНЦ Емельян Иванович председатель общества немцев «Возрождение».
17. КЕМЕНЯШ Георгий Георгийович депутат Областного Совета, представитель Свалявского района.
18. ЛЕЛЕКАЧ Иван Михайлович- представитель Мукачевской греко-католической епархии.
19. МАДЯР Иван Михайлович -депутат областного Совета, представитель Иршавского района.
20. МАТИКО Иван- представитель общества словаков.
21. МАРИНА Василий Васильевич депутат областного Совета, представитель общества социально-экономического развития румын Закарпатья им. Кошбука.
22. МИШАНИЧ Федор Васильевич председатель краевой организации Демократической партии Украины.
23. МИЛОВАН Шандор представитель римско-католической религиозной общины.
24. МОКРЯНИН Иван Михайлович депутат областного Совета, представитель Межгорского района.
25. ПОП Василий Степанович председатель Закарпатского отделения союза писателей Украины.
26. РЯШКО Михаил Михайлович Представитель Воловецкого района.
27. ТИВОДАР Михаил Петрович депутат областного Совета, кандидат исторических наук.
28. ТУРЯНИЦЯ Иван Михайлович профессор, представитель Общества карпатских русинов.
29. УСТИЧ Сергей Иванович заместитель председателя облисполкома.
30. ФЕДАКА Павел Михайлович председатель обласной организации общества «Просвита».
31. ФЕЕР Петр Иванович депутат областного Совета, представитель Хустского района.
32. ФОДОВ Шандор Лойошович депутат областного Совета, председатель Общества венгерской культуры.
33. ХРИПТА Иван Андреевич представитель церкви ХВЕ.
34. ЦУРКО Иван Эмерихович депутат областного Совета, представитель Ужгородского района.
35. ЧУЧКА Павел Павлович — председатель Общества украинского языка им. Т. Г. Шевченка «Просвита».
36. ШЕРЕГИЙ Василий Мирославович представитель крайевого правления Украинской республиканской партии.
37. ШЕРБА Емельян Станиславович депутат областного Совета, представитель Перечинского района.
38. ЯРЕМА Василий Юрьевич представитель Мукачево-Ужгородской православной епархии.
— «Новини Закарпаття», Газета областного совета народных депутатов, №. 193, Вторник, 8 октября 1991

## Объявление даты проведения «Областного референдума о статусе Закарпатья в составе независимой Украины» на воскресенье 1 декабря 1991 года
В соответствии с требованием статьи 21 закона УССР, в редакции 1991 года, «О республиканском и местном референдумах», местный Совет народных депутатов после получения оформленного должным образом предложения (о статусе Закарпатья), обязан был выбрать одно из трех решений:
1. О назначении референдума
2. Об отклонении референдума
3. О решении вопроса на сессии, как не требующего референдума
Сессия приняла решение назначить референдум, определила дату и содержание вопроса выносимого на референдум.
Сообщение о назначении референдума, содержании и дате его проведения было объявлено в местных средствах массовой информации.
Решение седьмой сессии Закарпатского Областного Совета
народных депутатов двадцать первого созыва от 31 октября 1991
О проведении областного референдума.
В соответствии со статьями 125, 131 Конституции УССР, статей 13, 14, 21, 22 Закона УССР «О всеукраинском и местных референдумах» областной Совет народных депутатов решил:
1. Назначить областной референдум о статусе Закарпатья в составе независимой Украины на воскресенье 1 декабря 1991 года.
2. Обязанности областной, городских (городов обл.подчинения), районных, участковых избирательных комиссий по проведению областного референдума возложить соответственно на действующие областную, городскую (городов обл. подчинения), районные избирательные комиссии по выборам депутатов местных Советов народных депутатов, участковые комиссии по выборам Президента Украины и всеукраинского референдума. Исходя из того, что областной референдум будет проходить одновременно с выборами Президента Украины и всеукраинским референдумом и обеспечиваться совместными участковыми комиссиями, признать нецелесообразным привлекать к проведению областного референдума пгт (городов рай. подчинения), поселковые и сельские комиссии по выборам депутатов соответствующих Советов народных депутатов.
3. Содержание и форму бюллетеня для голосования на областном референдуме 1 декабря 1991 утвердить.
4. Поручить областной комиссии по проведению референдума и облисполкому разработать и осуществить необходимые организационно-технические мероприятия по проведению областного референдума 1 декабря 1991 года.
5. Решения о назначении областного референдума о статусе Закарпатья в составе независимой Украины опубликовать в средствах массовой информации.
Президиум сессии:
И. Е. Грицак,
В. В. Шепа.
— «Новини Закарпаття», Газета областного совета народных депутатов, №. 212, Вторник, 5 ноября 1991
Текст бюллетеня принятого на седьмой сессии Закарпатского Областного Совета от 31 октября 1991:
Седьмая сессия Закарпатского Областного Совета, приняла и утвердила, в соответствии с требованиями законодательства, текст и размеры бюллетеня.
Бюллетень
Для голосования на общеобластном референдуме
Желаете ли Вы, чтобы Закарпатье получило статус автономной территории как субъекта в составе независимой Украины и не входило в любые другие административно-территориальные образования?
Оригинальный текст (укр.)Чи бажаєте Ви, щоб Закарпаття отримало статус самоврядної території, як суб'єкта у складі незалежної України і не входило в будь-які інші адміністративно-територіальні утворення?
Да, ЖЕЛАЮ______________НЕТ, НЕ ЖЕЛАЮ
Оставите один из указанных ответов, другой вычеркните.
Бюллетень, в котором во время голосования вычеркнуты слова «Да, ЖЕЛАЮ» и «НЕТ, НЕ ЖЕЛАЮ» либо не вычеркнуто ни одно слово, признается недействительным.
Размер Бюллетень — 1445×105 мм.
— «Новини Закарпаття», Газета областного совета народных депутатов, №. 212, Вторник, 5 ноября 1991

## Публикация «Декларация прав национальностей Украины» 1.11.1991 в официальном органе Областного Совета
В преддверии проведения референдума (6 ноября 1991 г.) в официальном органе Закарпатского Областного совета народных депутатов, была опубликована «Декларация прав национальностей Украины», принятая «Верховной Радой Украины» 1 ноября 1991 года.
Цель публикации:
Убедить жителей области в том. что «Украинское государство гарантирует всем народам, национальным группам, гражданам, проживающим на её территории, равные политические, экономические, социальные и культурные права … Украинское государство обеспечивает право своим гражданам … в регионах, где компактно проживает несколько национальных групп, наравне с государственным украинским языком может функционировать язык, приемлемый для всего населения данной местности».
Д Е К Л А Р А Ц И Я
прав национальностей Украины
(Опубликована в Киеве Ведомости Верховной Рады (ВВР) Украины от 31.12.1991 — 1991 р., № 53, статья 799, Документ 1771-12, текущая редакция — Принята 01.11.1991)
Верховная Рада Украины, исходя из Декларации о государственном суверенитете Украины, Акта провозглашения независимости Украины, руководствуясь Всеобщей декларацией прав человека и ратифицированными Украиной международными пактами о правах и свободах личности,
стремясь к утверждению в независимой, демократической Украине священных принципов свободы, гуманизма, социальной справедливости, равноправия всех этнических групп народа Украины,
принимая во внимание, что на территории Украины проживают граждане более 100 национальностей, которые вместе с Украинской составляют пяти десяти двух миллионный народ Украины, принимает настоящую Декларацию прав национальностей Украины:
Статья 1
Украинское государство гарантирует всем народам, национальным группам, гражданам, проживающим на её территории, равные политические, экономические, социальные и культурные права.
Представители народов и национальных групп избираются на равных правах в органы государственной власти всех уровней, занимают любые должности в органах управления, на предприятиях, в учреждениях и организациях.
Дискриминация по национальному признаку запрещается и карается по закону.
Статья 2
Украинское государство гарантирует всем национальностям право на сохранение их традиционного расселения и обеспечивает существование национально-административных единиц, берет на себя обязанность создавать надлежащие условия для развития всех национальных языков и культур.
Статья 3
Украинское государство гарантирует всем народам и национальным группам право свободного пользования родными языками во всех сферах общественной жизни, включая образование, производство, получение и распространение информации.
Верховная Рада Украины интерпретирует статью 3 Закона «О языках в Украинской ССР» таким образом, что в пределах административно-территориальных единиц, где компактно проживает определенная национальность, может функционировать её язык наравне с государственным языком.
Украинское государство обеспечивает право своим гражданам свободного пользования русским языком. В регионах, где компактно проживает несколько национальных групп, наравне с государственным украинским языком может функционировать язык, приемлемый для всего населения данной местности.
Статья 4
Всем гражданам Украины каждой национальности гарантируется право исповедовать свою религию, использовать свою национальную символику, отмечать свои национальные праздники, участвовать в традиционных обрядах своих народов.
Статья 5
Памятники истории и культуры народов и национальных групп на территории Украины охраняются законом.
Статья 6
Украинское государство гарантирует всем национальностям право создавать свои культурные центры, общества, землячества, объединения. Эти организации могут осуществлять деятельность, направленную на развитие национальной культуры, проводить в установленном законом порядке массовые мероприятия, содействовать созданию национальных газет, журналов, издательств, музеев, художественных коллективов, театров, киностудий.
Статья 7
Национальные культурные центры и общества, представители национальных меньшинств право на свободные контакты со своей исторической родиной.
Верховная Рада Украины
м. Киев, 1 ноября 1991 N +1771-XII
— «Новини Закарпаття», Газета областного совета народных депутатов, №. 213, Среда, 6 ноября 1991

## Л. Кравчук и Закарпатский областной референдум
20 ноября 1991 года Председатель ВС УССР, кандидат в президенты Украины — Леонид Кравчук прибыл в Закарпатье. На собравшейся по такому случаю восьмой внеочередной сессии Областного Совета Л. Кравчук выступил с речью.
В своем выступлении он подчеркивал деликатность выносимого на референдум вопроса и убеждал собравшихся депутатов в необходимости внесения изменений в текст бюллетеня.
Прежде всего речь шла о замене термина «Автономия» на «Самоуправляемая территория».

(…)
Учитывая ситуацию, Закарпатью можно было бы предоставить особый статус самоуправляющейся территории. Эта территория самостоятельно решает свои культурные, языковые проблемы, характер выборов власти, хозяйственные дела. Конечно, в соответствии с законами Украины.
(…)
Если вы в Бюллетень замените слово «автономия» на «особая самоуправляемая территория», то в таком случае я с вами. В противном случае, подчеркнул он, возникнут разного рода проблемы, в том числе и правовые.
(…)
Итак, мне кажется, подчеркнул Леонид Макарович, если этому краю предоставляется такой специальный статус, то этим актом поглощается, целый ряд проблем — и экономических, и национально-языковых и культурных, и политических, и других.
И главное — это вписаться в Конституцию, в наши законы …
Это не будет чье-то пожелание. Этот статус будет иметь юридическую силу, законотворческую силу, он будет элементом Конституции .. Это означает, что дальнейшая судьба этого края не будет зависеть от хороших или плохих президентов, от хороших или плохих премьер-министров. Это будет означать, что открывается путь к полной самореализации. 
А какая разница между автономией и статусом специальной самоуправляемой территории?
Когда речь идет об автономии, ответил Председатель Верховной Рады, то надо определить какая это автономия: или национально-культурная, или областная, или республиканская, или, возможно, какая-то другая автономия. Есть автономии в целом, она имеет какую-то конкретную форму. А как раз полная форма в областном бюллетени не была определена. Если имеется в виду государственная автономия, то с образованием в дальнейшем 10-12, может, и 20 государственно-политических структур на территории Украины (как это, скажем, сейчас автономии в России) могут начаться межгосударственные, меж-автономные проблемы.
Вот что особенно беспокоит.
А статус самоуправляющейся территории, дает полное право распоряжаться своими богатствами, своими ресурсами, своими экономическими, культурными, национальными проблемами.
Главное только, что это не государственная, а это самоуправляющаяся структура. А государство одно — государство Украина.
— «Новини Закарпаття», Газета областного совета народных депутатов, №. 223, Четверг, 21 ноября 1991

## Решение внеочередной восьмой сессии Областного совета ХХ созыва (20 ноября 1991 г.) «Об изменениях в тексте бюллетеня для голосования на областном референдуме 1 декабря 1991 года»
Обращение Председателя Верховной Рады Украины кандидата в Президенты Украины Леонида Кравчука в сессионном зале Областного Совета нашло отклик у народных депутатов, и убедило их в необходимости внести определенные коррективы в бюллетень для голосования..
После продолжительных дебатов было принято решение об изменении в тексте бюллетеня формулировки «статус автономной территории», на «с закреплением в Конституции Украины статус специальной самоуправляемой административной территории».
Новый текст бюллетеня был утвержден этой-же сессией.

РЕШЕНИЕ
Внеочередной восьмой сессии
Областного Совета ХХ созыва
ОБ ИЗМЕНЕНИЯХ В ТЕКСТЕ БЮЛЛЕТЕНЯ
ДЛЯ ГОЛОСОВАНИЯ НА ОБЛАСТНОМ РЕФЕРЕНДУМЕ 1 декабря 1991 года
Референдум 1 декабря 1991 ГОДА

Областной Совет народных депутатов принял решение: 
О частичном изменении (п. 3) решения областного Совета народных депутатов от 31 октября 1991 «О проведении областного референдума» утвердить такой текст бюллетеня для голосования на областном референдуме 1 декабря 1991 г. :
«Желаете ли Вы, чтобы Закарпатье получило с закреплением в Конституции Украины статус специальной самоуправляемой административной территории как субъекта в составе независимой Украины и не входило в любые другие административно-территориальные образования».
Президиум сессии
Грицак И. Ю.
Шепа В. В.
— «Новини Закарпаття», Газета областного совета народных депутатов, №. 223, Четверг, 21 ноября 1991

## Обращение исполнительного комитета областного Совета народных депутатов к жителям Закарпатья
Статья 125 Конституции УССР (1978) предоставляла возможность участия местных советов народных депутатов в обсуждении вопросов республиканского и общесоюзного значения, и 131 статья, — выносить наиболее важные вопросы местного значения на референдум.
Пользуясь этой компетенцией, исполнительный комитет Совета народных депутатов, обратился с официальной интерпретацией и разъяснением вопроса вынесенного на референдум.
Основное права, которые гарантировал референдум в случае положительного ответа большинства опрашиваемых граждан жителей Закарпатья, это:
— самостоятельно формировать органы власти всех уровней
— самостоятельно, решать вопросы экономики, социально-культурного и духовного развития края
— действия Президента и Верховной Рады на самоуправляющейся территории, не будут иметь прямой юридической силы, будут действовать только Конституция и Законы Украины;
«Обращение»
Исполнительный комитет областного Совета народных депутатов.

Уважаемые Закарпатцы!

В воскресенье, 1 декабря, получив бюллетени, вы должны сделать судьбоносный выбор:
(…)
— Будет ли Закарпатье иметь статус специальной самоуправляемой административной территории в составе независимой Украины?
(…)
Призываем сказать «Да, ЖЕЛАЮ», чтобы Закарпатье получило с закреплением в Конституции Украины статус специальной самоуправляемой административной территории, как субъекта в составе независимой Украины, и не входило в любые другие административно-территориальные образования.
Этот статус будет гарантировать нам:
— Свободную экономическую зону;
— Право самостоятельно, в интересах края и его населения решать вопросы экономики, социально-культурного и духовного развития;
— Право самостоятельно формировать органы власти всех уровней;
— Что прямых действий Президента и Верховной Рады на самоуправляющейся территории не будет, будут действовать только Конституция и Законы Украины;
— Возможность полного учета интересов всех национальностей, проживающих в крае, их широкое представительство в органах власти самоуправление, право иметь свои национально-культурные образования.
— «Новини Закарпаття», Газета областного совета народных депутатов, №. 223, Четверг, 21 ноября 1991

## Обнародование результатов Областного референдума
Строго следуя положению статьи 31 Закона Украинской ССР «О республиканском и местном референдумах» (в редакции 1991), официальный орган («Новини Закарпаття») Областного Совета 3 декабря 1991 года опубликовал основные результаты республиканского и Закарпатского общеобластного референдумов.
Подавляющее большинство принявших участие в референдумах высказалось за «Независимость Украины» (90,13 %), и вхождение Закарпатья в состав Украины в статусе «Специальной самоуправляемой территории» (78 %). Следует отметить высокую явку на референдумах (700555 тыс.).

Результаты референдума

| За независимость Украины               | 90,13 % |
| За Президента Украины Леонида Кравчука | 60 %    |
| За самоуправляемое Закарпатье          | 78 %    |

СООБЩЕНИЕ
областной комиссии общеобластного референдума об итогах голосования 1 декабря 1991
| 1. Количество граждан, которые внесены в списки для голосования | 847364 |
| 2. Количество граждан, получивших бюллетени для голосования     | 702324 |
| 3. Количество граждан, принявших участие в голосовании          | 700555 |
| 4. Количество граждан, которые ответили «ДА»                    | 546450 |
| 5. Количество граждан, которые ответили «НЕТ»                   | 128762 |
| 6. Количество бюллетеней, признанных недействительными          | 25 343 |
— «Новини Закарпаття», Газета областного совета народных депутатов, №. 231, Вторник, 3 декабря 1991
Следующий номер газеты «Новини Закарпаття» (среда 4 декабря 1991 года), на основе поступивших протоколов областная комиссия сообщила подробные данные о результатах проведенного референдума.
Подобно по районах, — количество принявших участие в голосовании, так и по количемтву граждан ответивших на вынесенные вопросы — «ДА».
Ис приведенных таблиц следует вывод о высокой заинтересованности граждан (средний показатель в области 82,7 %), так и высоком процентном показателе количества граждан ответивших на референдуме «ДА» (средний показатель по области 78 %).
Следует отметить что низинные районы области: Ужгородский — 89,7 %, Береговский — 88,9 %, Свалявский — 86,5 % на общеобластном референдуме в большем проценте проголосовали утвердительно, чем высокогорные районы: Раховский — 54,1 %, Межгорский — 59,%.

ВЕДОМОСТИ
о количестве граждан, принявших участие
в голосовании 1 декабря 1991 года (в процентах)
| Названия горисполкомов и райисполкомов | Общеобластной референдум |
| -------------------------------------- | ------------------------ |
| Мукачевский                            | 75.2                     |
| Ужгородский                            | 76.7                     |
| Береговский                            | 87.3                     |
| Великоберезнянский                     | 96,3                     |
| Виноградовский                         | 78,1                     |
| Воловецкий                             | 93.7                     |
| Иршавский                              | 90.8                     |
| Межгорский                             | 89.0                     |
| Мукачевский                            | 84.4                     |
| Перечинский                            | 87.9                     |
| Раховский                              | 79.5                     |
| Свалявский                             | 92.1                     |
| Тячевский                              | 75.1                     |
| Ужгородский                            | 85,3                     |
| Хустский                               | 83.1                     |
| Итого:                                 | 82.7                     |
ВЕДОМОСТИ
о количестве граждан,
ответивших «ДА» при голосовании
на общеобластном референдуме (в процентах)
| Названия горисполкомов и райисполкомов | Общеобластной референдум |
| -------------------------------------- | ------------------------ |
| Мукачевский                            | 84.7                     |
| Ужгородский                            | 82.7                     |
| Береговский                            | 88.9                     |
| Великоберезнянский                     | 86.3                     |
| Виноградовский                         | 83.2                     |
| Воловецкий                             | 85.2                     |
| Иршавский                              | 80.1                     |
| Межгорский                             | 59.4                     |
| Мукачевский                            | 86.1                     |
| Перечинский                            | 84.2                     |
| Раховский                              | 54.1                     |
| Свалявский                             | 86.5                     |
| Тячевский                              | 61.8                     |
| Ужгородский                            | 89.7                     |
| Хустский                               | 70.4                     |
| Итого:                                 | 78.0                     |
— «Новини Закарпаття», Газета областного совета народных депутатов, №. 232, Среда, 4 декабря 1991

## Обращение девятой сессии областного Совета народных депутатов от 24 января 1992 к Верховной Раде Украины «О внесении изменений и дополнений в Конституцию Украины»
Для Закарпатского общеобластного референдума, правовым обоснованием, служил первый в истории СССР общекрымский референдум 20 января 1991 года (О воссоздании Крымской АССР). Учитывая волю крымчан 12 февраля 1991 Верховный совет УССР принял Закон «О восстановлении Крымской АССР в пределах Крымской области в составе Украинской ССР»
Это была первая реализованная попытка решать судьбу народа основываясь на волеизъявлении самих граждан.
Своим обращением IX-ая сессия Закарпатского областного совета народных депутатов, в порядке законодательной инициативы, обратилась к Верховной Раде Украины с требованием внесения изменений и дополнений в Конституцию Украины по результатам Закарпатского общеобластного референдума.
Процедура требовала внесение дополнения первой части статьи 77 Конституции словами: «В Украине есть специальная самоуправляемая административная территория Закарпатье», а также, поскольку референдум фактически проходил к контексте включения Закарпатья в Состав Украины, дополнить статью 752 «Специальная самоуправляемая административная территория Закарпатье является составной частью Украины…»
Однако Высший законодательный орган Украины, используя процедуру бюрократического саботажа, проигнорировал обязательное внесение изменений и дополнений в Конституцию УССР (как это было проведено в случае Крыма), тем самым выведя вопрос адаптации украинского законодательства к правовому положению Закарпатской области в составе независимой Украины, за пределы правового поля Украины.
РЕШЕНИЕ
девятой сессии областного Совета народных депутатов от 24 января 1992
ОБ ОБРАЩЕНИИ К ВЕРХОВНОЙ РАДЕ УКРАИНЫ
«О внесении изменений и дополнений в Конституцию Украины»
Учитывая, что 546 450 человек взрослого населения области (78 проц.) На областном референдуме 1 декабря 1991 высказались за предоставление Закарпатью с закрепленном в Конституции Украины статуса специальной самоуправляемой административной территории в составе независимой Украины, и в соответствии со статьей 38 Закона Украины «О местных Советах народных депутатов УССР и местном самоуправлении» областной Совет народных депутатов решил: В порядке законодательной инициативы обратиться к Верховной Раде Украины о внесении таких изменений и дополнений в Конституцию Украины:
1. Первую часть статьи 77 дополнить словами: «В Украине есть специальная самоуправляемая административная территория Закарпатье».
2. Дополнить Конституцию Украины главой 72 «Специальная самоуправляемая административная территория Закарпатье» и статье 752 «Специальная самоуправляемая административная территория Закарпатье является составной частью Украины и самостоятельно решает вопросы, относящиеся к её компетенции».
Председатель Совета
И. КРАИЛО.
— «Новини Закарпаття», Газета областного совета народных депутатов, №. 12/260, Четверг, 30 января 1992

## Ратификация

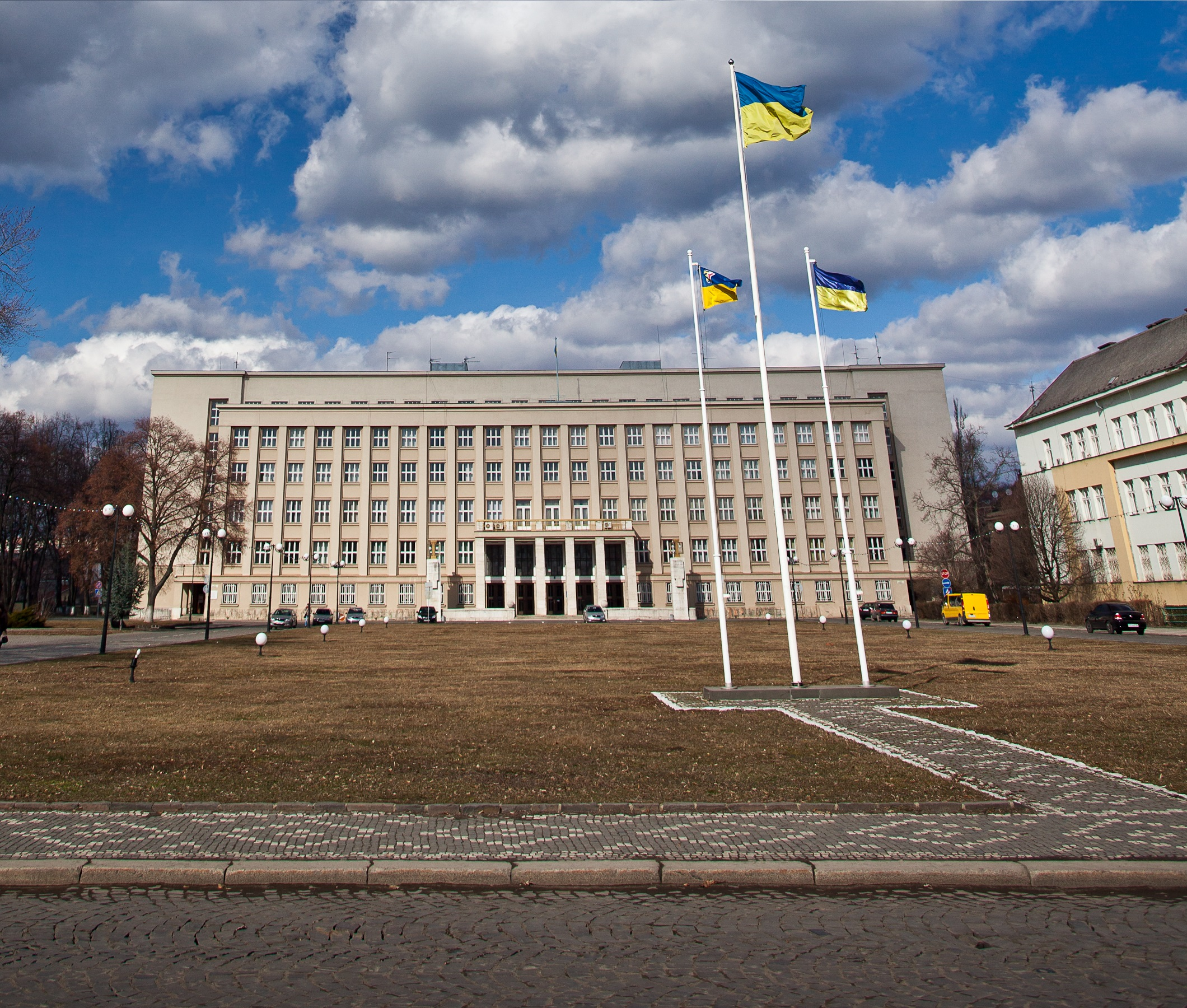

Результаты Референдума были ратифицированы Закарпатским областным советом в мае 1993 года. После этого активистами русинского движения здесь было создано неофициальное Временное правительство Подкарпатской Руси (Тибор Ондик, Ю.Думнич)

## Закон Украины «О специальной самоуправляемой административной территории Закарпатье»
Проект Закон Украины «О специальной самоуправляемой административной территории Закарпатье» был принят шестого марта 1992 года на втором заседании IX сессии Закарпатского Областного Совета народных депутатов.
Инициирован Закарпатским Областным Советом с целью введения в правовое поле Украины результатов Закарпатского общеобластного референдума 1 декабря 1991 года, о статусе Закарпатья в качестве специальной самоуправляемой административной территории как субъекта в составе независимой Украины, невхождении его в любые другие административно-территориальные образования и закреплением (этого статуса) в Конституции Украины.

ЗАКОН УКРАИНЫ (ПРОЕКТ)

Раздел I
ОБЩИЕ ПОЛОЖЕНИЯ
Статья 1. Специальная самоуправляемая административная территория Закарпатье
Специальная самоуправляемая административная территория Закарпатье (Закарпатье) является особым субъектом административно-территориального устройства Украины.
Статья 2. Конституционно-правовой статус Закарпатья
Статус Закарпатья определяется Конституцией Украины, этим Законом, Уставом и другими нормативными актами Закарпатья.
Статья 3. Принципы специального административного самоуправления

Статус специальной самоуправляемой административной территории Закарпатья основывается на следующих принципах:
1. неприкосновенности и неделимости территории Закарпатья как неотъемлемой составной части Украины;
2. невхождение Закарпатья в состав каких — либо других государственных и административно. территориальных образований;
3. обеспечения прав и свобод личности;
4. национально-территориального и культурного самоуправления;
5. хозяйственно — экономической самостоятельности и права выбора форм её реализации, самофинансирования;
6. разграничение компетенции общегосударственных органов и органов власти специальной самоуправляемой административной территории определяется данным Законом, и отсутствии прямого действия актов исполнительно-распорядительных органов власти государства на территории Закарпатья.

…
— см. полный текст проекта Закона Украины «О специальной самоуправляемой административной территории Закарпатье» 1.02.1992
Публичная информация о работе над проектом Закона в комитетах Верховного Совета Украины отсутствует.
Так как в соответствии с Законом « О референдумах…» в редакции от 1991 г. результаты референдума вступают в силу с момента их опубликования в официальных СМИ органа проводившего референдум, то отказ Верховного Совета Украины принять Закон регулирующий статус Закарпатья в составе Украины (в соответствии с результатами референдума), до настоящего времени оставил его неопределенным.